# Gösta Åhlén
Gösta Mauritz Åhlén, född 9 augusti 1904 i Ål, Kopparbergs län, död 24 juni 1986 i Stockholm, var en svensk affärsman.

## Biografi
Åhlén var son till Johan Petter Åhlén, grundaren av handelsföretaget Åhléns. Han avlade studentexamen i Stockholm 1923 och utexaminerades från Schartaus handelsinstitut 1925. 
Åhlén började sin karriär vid familjeföretaget 1925, men gjorde ett uppehåll för praktiska studier i Chicago 1926–1928. Han var vice VD i Åhlén & Holm 1931–1939 och VD i samma företag 1939–1969 och i Tempo AB 1933–1969 som han tog initiativ till. Efter sin pensionering fortsatte han att som styrelseledamot medverka till företagens fortsatta utveckling.
Tillsammans med brodern Ragnar bildade han 1958 stiftelsen Aktietjänst för främjande av aktiesparande i Sverige. Stiftelsen startade tre aktiesparfonder under namnet Koncentra. Aktietjänst och Koncentrafonderna var Sveriges första aktiefondsförvaltare och aktiefonder.
Åhlén är begravd på Norra begravningsplatsen utanför Stockholm.